# Aharon Megged
Aharon Megged, oppure Aharon Meged (Włocławek, 10 agosto 1920 – Tel Aviv, 23 marzo 2016), è stato uno scrittore e drammaturgo israeliano.

## Biografia
Aharon Megged nacque a Wroclawek, in Polonia, e arrivò in Israele quando aveva sei anni. Ha vissuto per anni in un kibbutz, lavorando nell'agricoltura e nella pesca.
In seguito, lasciò il kibbutz nel 1950 e si trasferì a Tel Aviv dove si dedicò al giornalismo, pubblicando il giornale Ba-Sha'ar e insieme ad alcuni amici, fondando la rivista letteraria bisettimanale Massa, supplemento letterario del quotidiano; inoltre si avvicinò alla letteratura, si impegnò come addetto culturale a Londra, e collaborò con le Università di Oxford e di Haifa.
Tra le cariche ottenute durante la sua vita, si ricordano, dal 1980 al 1987, la presidenza della sezione israeliana del PEN International, e la partecipazione all'Accademia della lingua ebraica, dal 1980.
Ha anche ricevuto una laurea honoris causa dalla Università Bar-Ilan nel 2008.
Le opere di Megged si caratterizzarono per un gusto critico, satirico e talvolta elegiaco.
Focalizzò le relazioni umane e descrisse approfonditamente la società in generale, dedicandosi ad un argomento che è al centro dell'attenzione degli intellettuali ebraici: la preoccupazione nostalgica dell'identità ebraica del "nuovo ebreo", nato in Israele, il Sabra, che in arabo significa fico d'India, un frutto spinoso all'esterno, ma dolce e gradevole al suo interno.
Se da un lato Megged evidenziò spesso le virtù ebraiche di arguzia, umanità e idealismo, il suo lavoro fu spesso intriso di satira.
I suoi scritti spesso ebbero forti elementi autobiografici, e Megged agli esordi e in una prima fase aderì al realismo, passando al surrealismo in un secondo tempo, prima di ritornare infine al realismo.
La sua prima raccolta di racconti, Venti marini (Ru'aḥ Yamim, 1950) si ispirò alla vita del kibbutz; Sulla strada di Eilath (Baderech leeilath, 1951), un dramma di guerra, venne rappresentato al Teatro Habimah nello stesso anno.
La sua popolarità arrivò soprattutto dal teatro comico, nel quale ebbe successo sin dalla prima opera Io e Hedvah (Ḥedvah va-Ani, 1954), un'opera realistica che raccontò le disgrazie del tipico antieroe di Megged, un membro del kibbutz che dovette abbandonare per insistenza di sua moglie, trasferendosi in città, nella quale si ambientò con difficoltà.
Tra le opere di Megged Vivere dei morti (Ha-Hay Al Ha-Met, 1970), affrontò simbolicamente il tema archetipico della figura degli esseri viventi perseguitati dallo spirito dei morti, descrivendo e criticando nello stesso tempo la vita israeliana negli anni sessanta, e ispirandosi a Franz Kafka e a Lewis Carroll.
Megged utilizzò la vita e la morte come metafore fondamentali per le sue preoccupazioni tematiche, dai primi pionieri di origine europea che sono venuti nella Terra Santa con molta fede e volontà, alla generazione di Sabre che si immagina di avere tutto tranne fede e volontà.
Successivamente scrisse Un viaggio nel mese di Av (Masa be-Av, 1980), sulla guerra del Kippur e le sue conseguenze; I desideri per Olga (Ga'agu'im le-Olga, 1994) sulla relazione tra un impiegato con ambizioni letterarie e una giovane donna russa che diventa la sua musa; Le lune di miele del professor Lunz (Yarḥei ha-Devash shel Profesor Lunẓ, 2004), satira sulla società israeliana, che racconta la storia di uno stravagante matrimonio tra un anziano studioso di studi orientali e la sua seconda moglie, una studentessa di cinquant'anni più giovane.
Appartenendo alla generazione di scrittori associati alla Guerra arabo-israeliana del 1948, Megged è per molti un modello, dato che il suo sviluppo tematico corrisponde in larga misura al volto mutevole di Israele.
Megged ha pubblicato oltre quaranta libri. Tra i suoi numerosi premi letterari menzioniamo: il Premio Ussishkin (1954, 1965); il Premio Brenner (1958); il Premio Shlonsky (1963); il Premio Fichman (1969); il Premio Bialik (1973); il Premio Neuman (1991); il Premio Agnon (1996), il Premio WIZO (Francia, 1998), il Premio del Primo Ministro (1998, 2007).
Aharon Megged morì a Tel Aviv il 23 marzo 2016.

## Opere
- Venti marini (Ru'aḥ Yamim, 1950);
- Sulla strada di Eilath (Baderech leeilath, 1951);
- Io e Hedvah (Ḥedvah va-Ani, 1954);
- Folk israeliano (Israel Haverim, 1955);
- La fuga (Ha-Brihah, 1962);
- L'alta stagione (Ha-Ona Ha-Boʹeret, 1967);
- Il secondo giorno (Ha-Yom Ha-Sheni, 1967);
- Vivere dei morti (Ha-Hay Al Ha-Met, 1970);
- La vita breve (Ha-Hayim Ha-Ketzarim, 1972);
- Mezzogiorno (Hatzot Ha-Yom, 1973);
- Il pipistrello (Ha-Atalef, 1975);
- Un viaggio nel mese di Av (Masa be-Av, 1980);
- Hanna Senesh (1989);
- I desideri per Olga (Ga'agu'im le-Olga, 1994);
- Il viaggio verso la Terra Promessa. La storia dei bambini di Selvino (1997)
- Le lune di miele del professor Lunz (Yarḥei ha-Devash shel Profesor Lunẓ, 2004).